# Kalender

Huidig gebruik van civiele kalenders in de wereld.

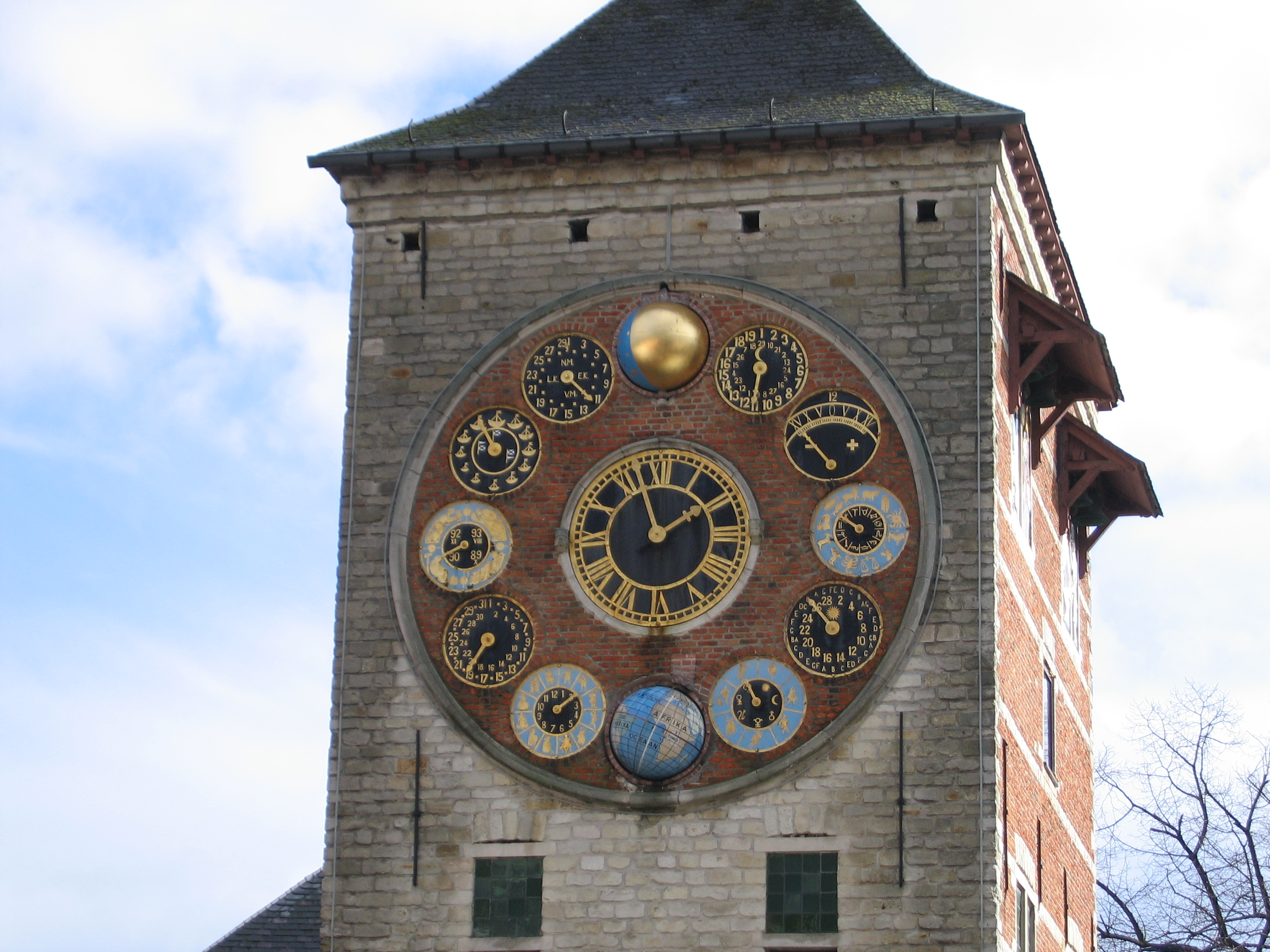
De Zimmertoren in Lier met klok, fasen van de maan, de cyclus van Meton, de epacta en de tijdsvereffening, de zodiac, de zonnecyclus en de zondagsletter, de week, de globe, de maanden, de datum, de seizoenen, de getijden en de schijngestalten van de maan

Een kalender is een systeem voor het indelen van de tijd in perioden, zoals jaren, maanden, weken en dagen. In deze algemene zin is kalender synoniem voor tijdrekening. Wereldwijd bestaan verschillende kalendersystemen maar de gregoriaanse kalender wordt door velen als de universele standaard gezien.
Een kalender bepaalt de lengte en de indeling van het jaar en is gebaseerd op maatstaven die de astronomie aanreikt. Een kalender is gekoppeld aan een jaartelling en een jaarstijl, die beide gebaseerd zijn op conventies of op historische gebeurtenissen die bij de invoering van de kalender als essentiële beginpunten van de beschaving worden beschouwd. De jaartelling bepaalt daarbij het jaar waarin de kalender aanvangt, de jaarstijl bepaalt op welke dag het jaar begint.
Ook de (fysieke) weergave van een kalender, in de vorm van een tabel of anderszins, wordt kalender genoemd. Door een kalender worden meestal ook de feest- en gedenkdagen aangegeven. Naar analogie daarmee spreekt men in ruimere zin ook van verjaardagskalender met daarop de te gedenken verjaardagen, of de voetbalkalender met geplande voetbalevenementen.

## Oorsprong

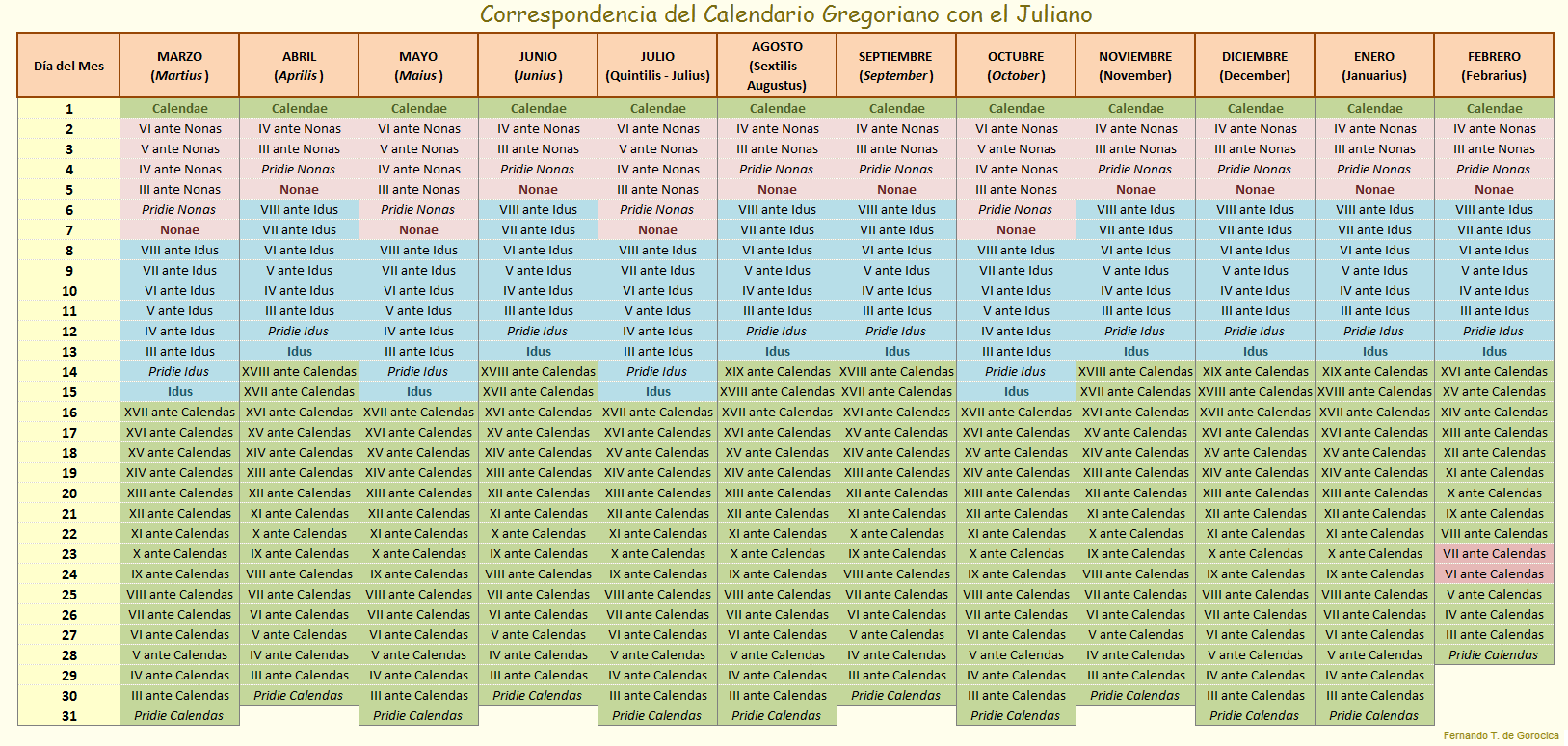
Deze indeling van de maanden is gebaseerd op die gemaakt in de oude maanmaand, waarin de kalenders overeenkwamen met de nieuwe maan, de nones met het eerste kwartier en de Ides met de volle maan

Klaus Randsborg, hoogleraar archeologie aan de Universiteit van Kopenhagen stelt dat de Zonnestrijdwagen van Trundholm een kalender is met een zonnekant en een maankant

Het woord kalender is afgeleid van het Latijnse woord kalendae, dit was de eerste dag van de maand in de Romeinse tijdrekening. Egypte had al erg lang een kalender gebaseerd op 365 dagen, zie Egyptische kalender.
De Romeinse kalender heeft sinds de stichting van Rome in de 8e eeuw v.Chr. in vele achtereenvolgende gedaanten tot op de huidige dag bestaan. Oorspronkelijk omvatte de Romeinse kalender 304 dagen verdeeld over tien maanden plus een niet nauwkeurig omschreven aantal (ongeveer zestig) dagen in de winter.
De voorlaatste gedaante van de Romeinse kalender was de juliaanse kalender (van -45 tot 1582); deze door Julius Caesar ingevoerde kalender die door het Concilie van Nicea werd aanvaard als officiële kalender van de kerk, was gebaseerd op een jaar van 365,25 dagen met een schrikkeldag iedere vier jaar. Het zonnejaar is echter iets korter.
Op den duur ging daardoor de Juliaanse kalender steeds meer achterlopen (er zat meer tijd in het kalenderjaar dan de zon nodig had tussen twee lentenachteveningen: zo viel de lentenachtevening rond het jaar 1500 op 11 maart). Daarom werd deze door de Rooms-Katholieke Kerk in 1582 door de gregoriaanse kalender (de huidige kalender) vervangen. De tien dagen achterstand werden ingelopen door op donderdag 4 oktober 1582, vrijdag 15 oktober te laten volgen.
Door de verschillende politieke en godsdienstige omstandigheden in de verschillende landen van Europa werd deze kalender niet overal in Europa onmiddellijk aanvaard, in Rusland zelfs pas na de Oktoberrevolutie van 1917. In de orthodoxe kerken heeft de vervanging ook nu nog niet plaatsgevonden.

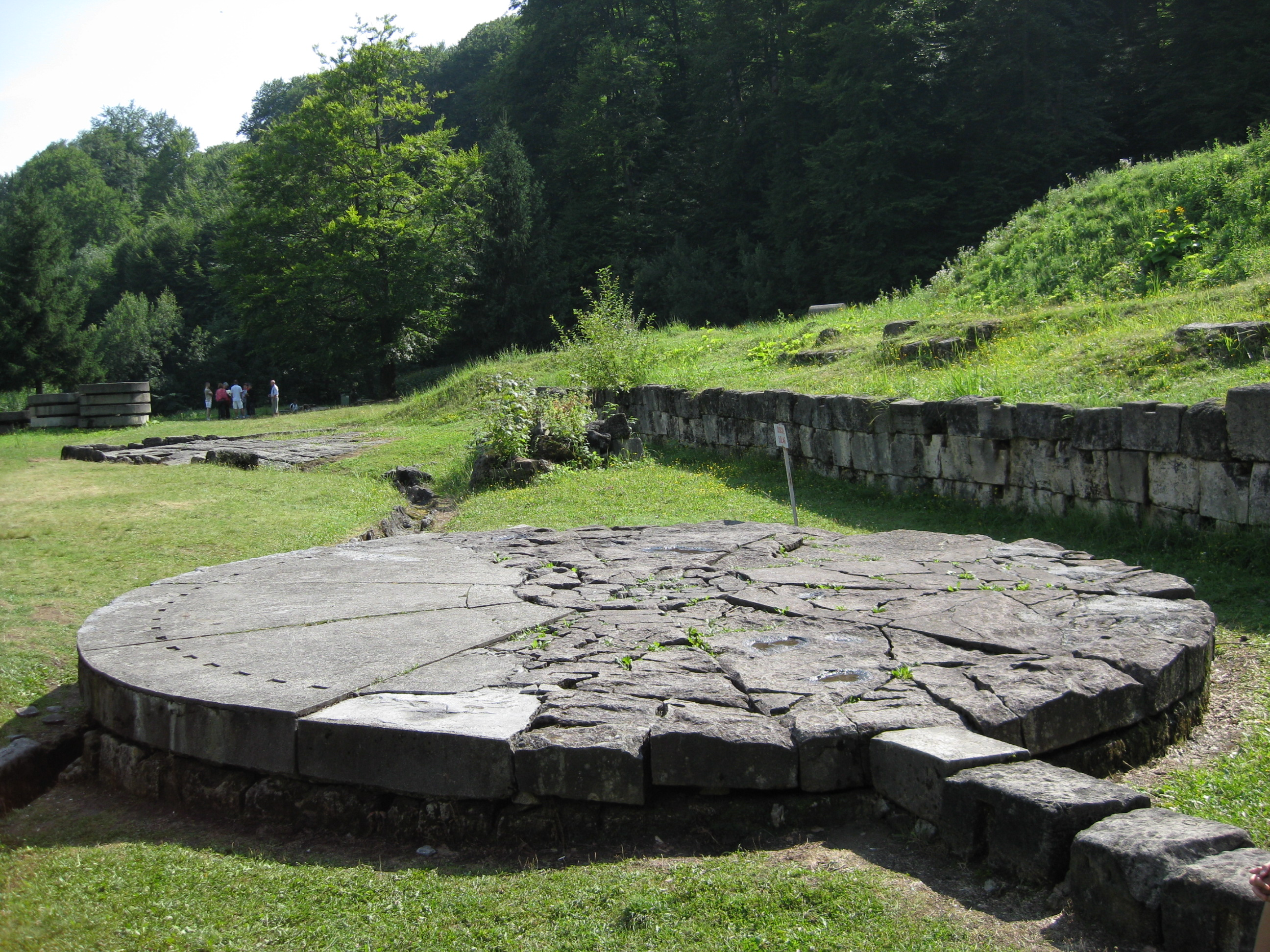
Zonneschijf, een astronomische kalendersteen in Sarmizegetusa behoort tot de Werelderfgoedlijst van UNESCO
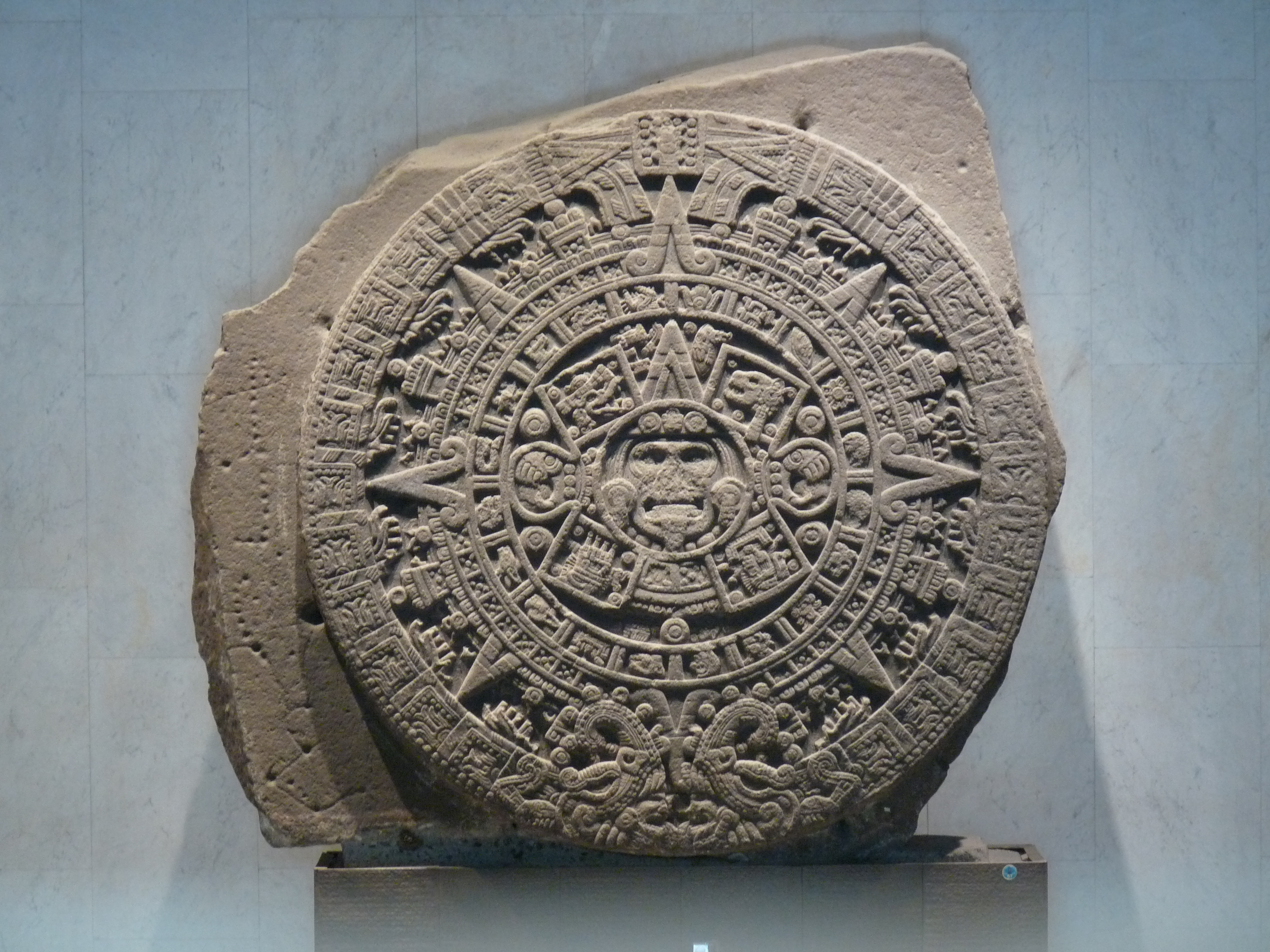
Kalendersteen van de Azteken, Mexico
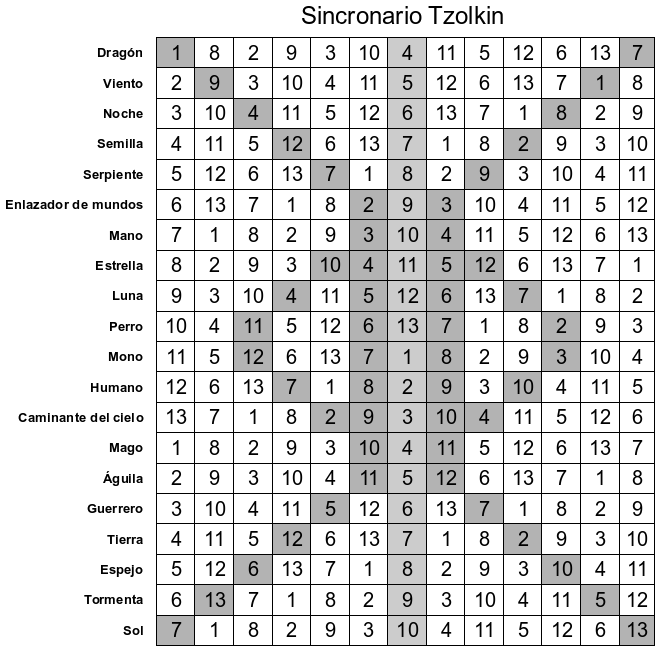
Tzolkin
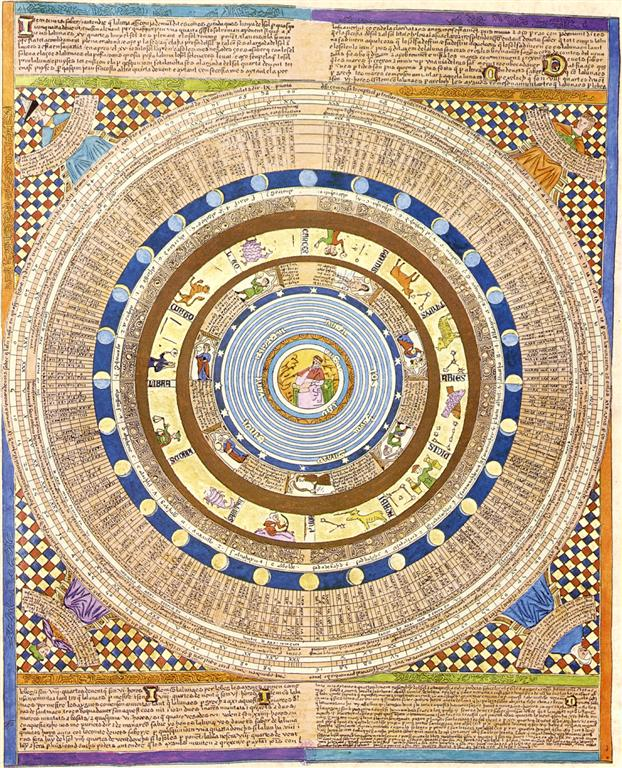
Een kalender uit 1375
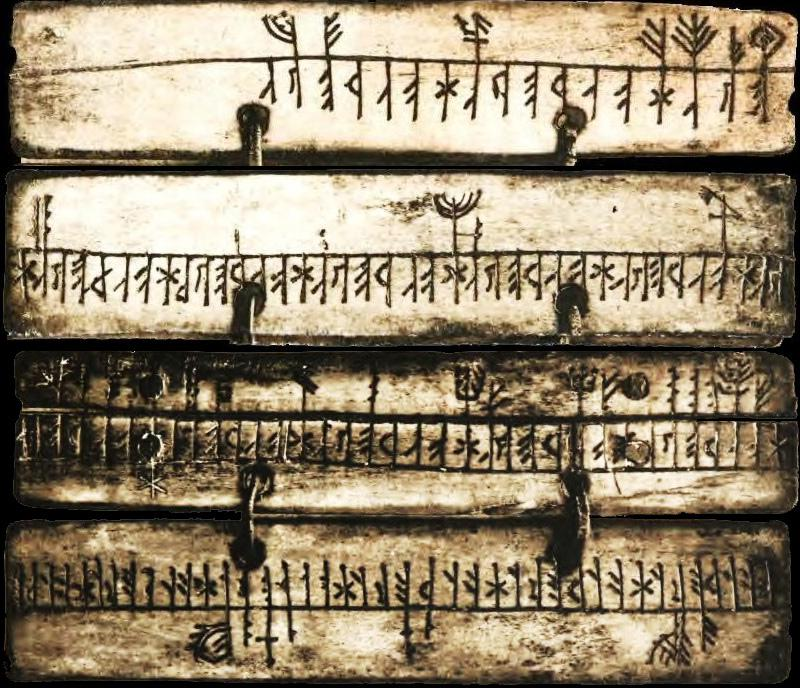
Kalender (met runen) van de Sami
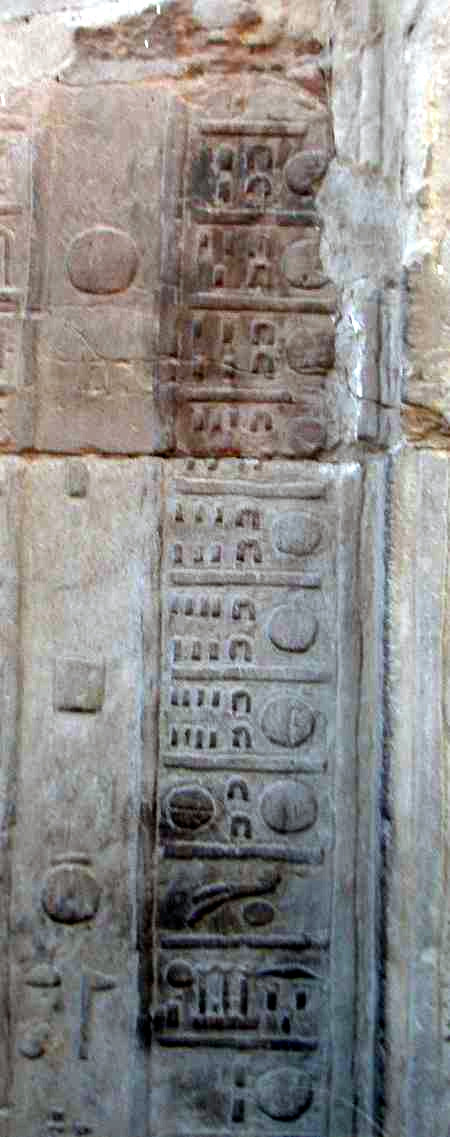
Egyptische kalender, gebaseerd op overstromingen van de Nijl

## Kalendersystemen
De kalender is in eerste instantie bedoeld om in functie van landbouw en veeteelt de seizoenen of jaargetijden te kunnen vaststellen. De eenvoudigste manier om dit te doen is het volgen van de maanmaanden, maar correcter is het om het zonnejaar te volgen.

### Maankalender

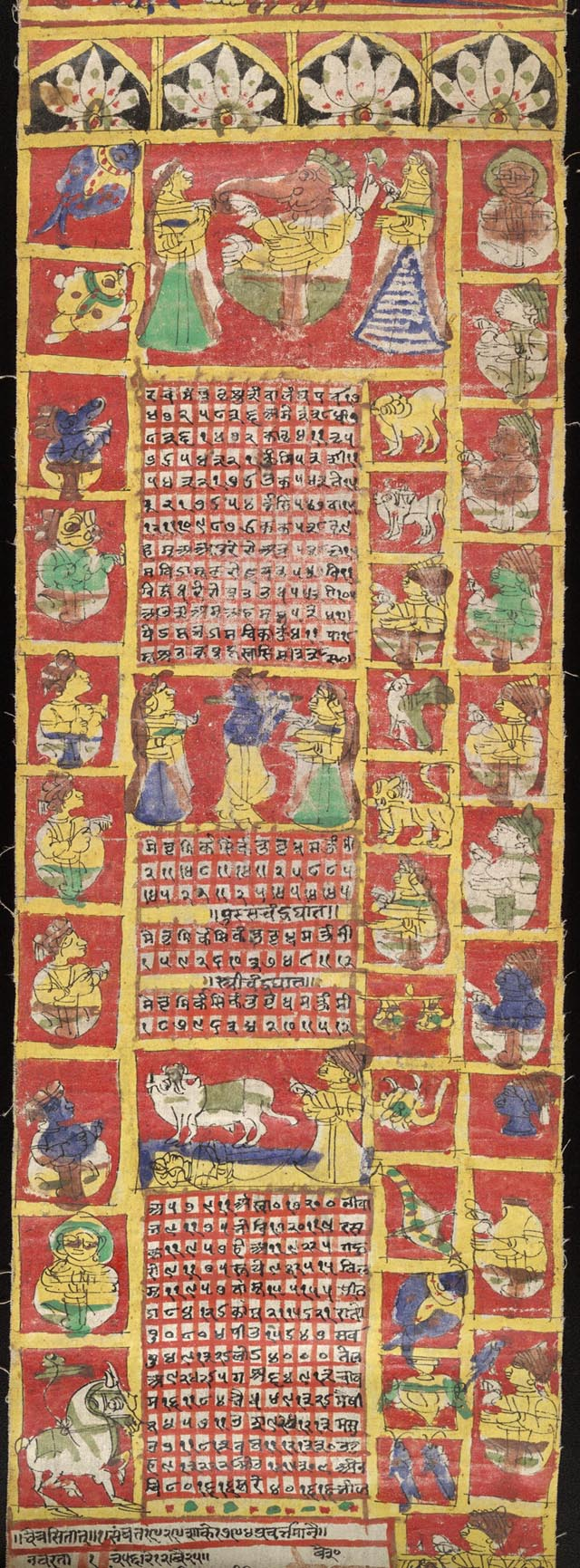
Hindoekalender (maankalender), India, 1871-1872

De oudste kalenders gaan uit van een maanjaar van 12 lunaties (synodische maanden), die elk ongeveer 29,5 dagen duren. De synodische maand is eenvoudig te bepalen omdat het de periode is tussen twee opeenvolgende nieuwe manen (of twee opeenvolgende andere schijngestalten). Ongeveer 2 dagen na nieuwe maan wordt een smalle maansikkel zichtbaar en kon men een nieuwe maand beginnen. Door afwisselend maanden in te voeren van 29 en 30 dagen, benadert men het gemiddelde van 29,5 dagen.
Maar de synodische maand duurt in werkelijkheid iets langer, namelijk 29,530589 dagen (of 29 dagen, 12 uur, 44 minuten en 2,9 seconden). Zo loopt men na 34 maanden (na ongeveer 3 jaar) reeds één dag achterstand op: 34 × 29,5 = 1003 dagen. In werkelijkheid zijn er dan inderdaad 29,530589 × 34 = 1004,04 dagen verlopen. Dus moet men schrikkeldagen invoeren om in de pas te blijven met de schijngestalten van de maan. Na het toevoegen van de schrikkeldagen, loopt men 850 maanden later opnieuw een dag achterstand op, zodat een nieuwe aanpassing nodig is. Deze correcties werden in verschillende landen op verschillende manieren uitgevoerd. Momenteel is bijvoorbeeld de islamitische kalender als maankalender nog in gebruik. Ook de Hindoekalender werkt nog steeds met maanmaanden.

### Lunisolaire kalender

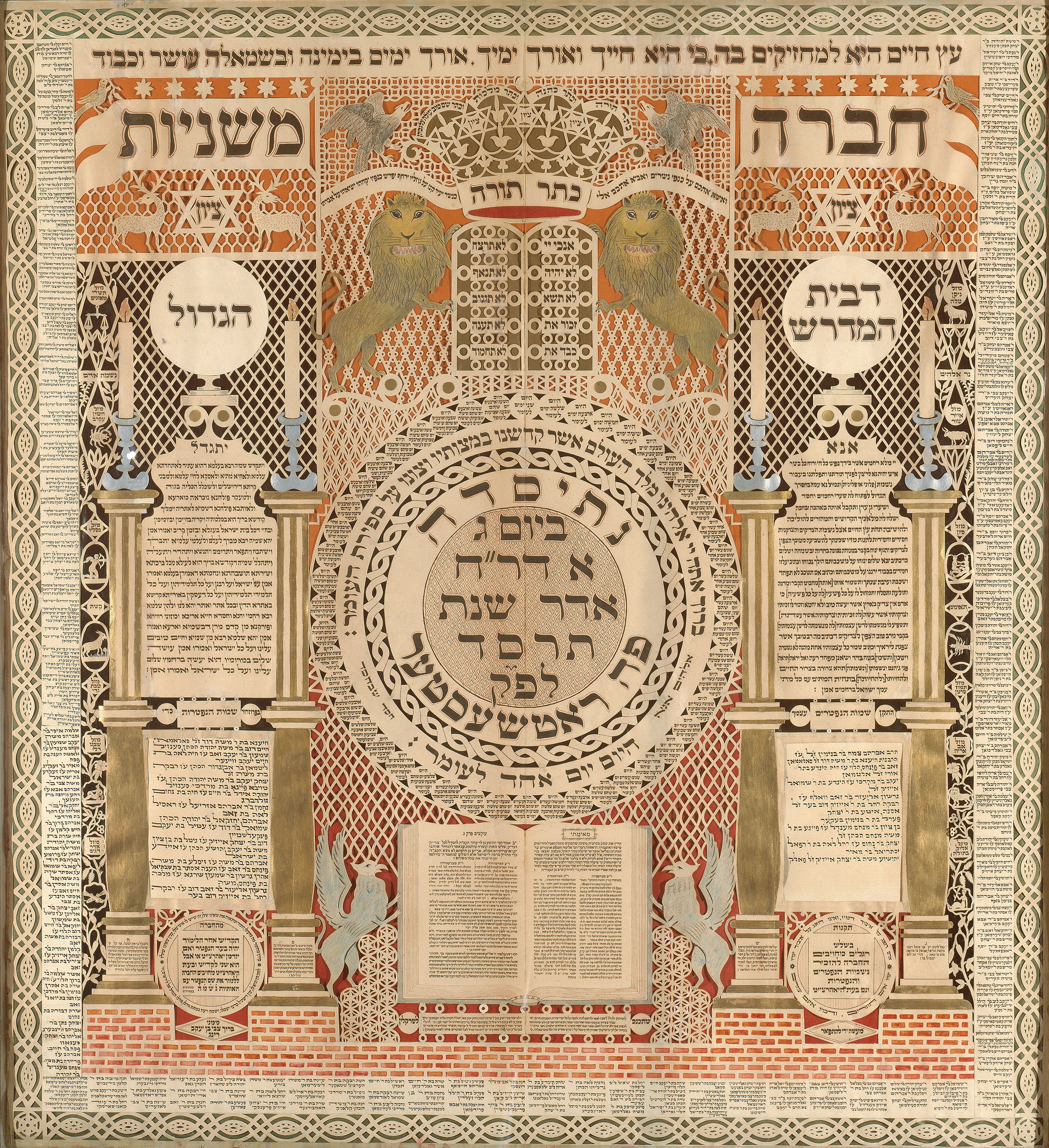
Een Joodse kalender is een voorbeeld van een lunisolaire kalender

In een lunisolaire kalender wordt de achterstand van de maankalender op het zonnejaar opgelost (door bijvoorbeeld een dertiende maand in te voegen).
De maankalender loopt elk jaar ten opzichte van het zonnejaar een achterstand op van ongeveer 11 dagen (29,5 × 12 = 354 dagen), zodat de meeste oude cultuurvolken overschakelden op een gebonden maanjaar, waarbij men ook rekening hield met het zonnejaar. Na 3 jaar bedraagt de achterstand al meer dan 30 dagen.
Ook dit loste men op verschillende manieren op. De oude Griekse kalender bv. die het maanjaar van 354 dagen volgde, voegde per periode van 8 jaren 3 keer een maand van 30 dagen in. Op die manier telt het jaar gemiddeld 354 + 90/8 = 365,25 dagen, wat een goede benadering is van de lengte van het zonnejaar.
Ook de cyclus van Meton biedt een oplossing. Bij de oude Babyloniërs was reeds ontdekt dat 19 zonnejaren 235 lunaties bevatten, m.a.w. na 6940 dagen staan zowel de zon als de maan weer in dezelfde positie. Deze maancyclus wordt nu nog gebruikt bij het berekenen van de paasdatum.

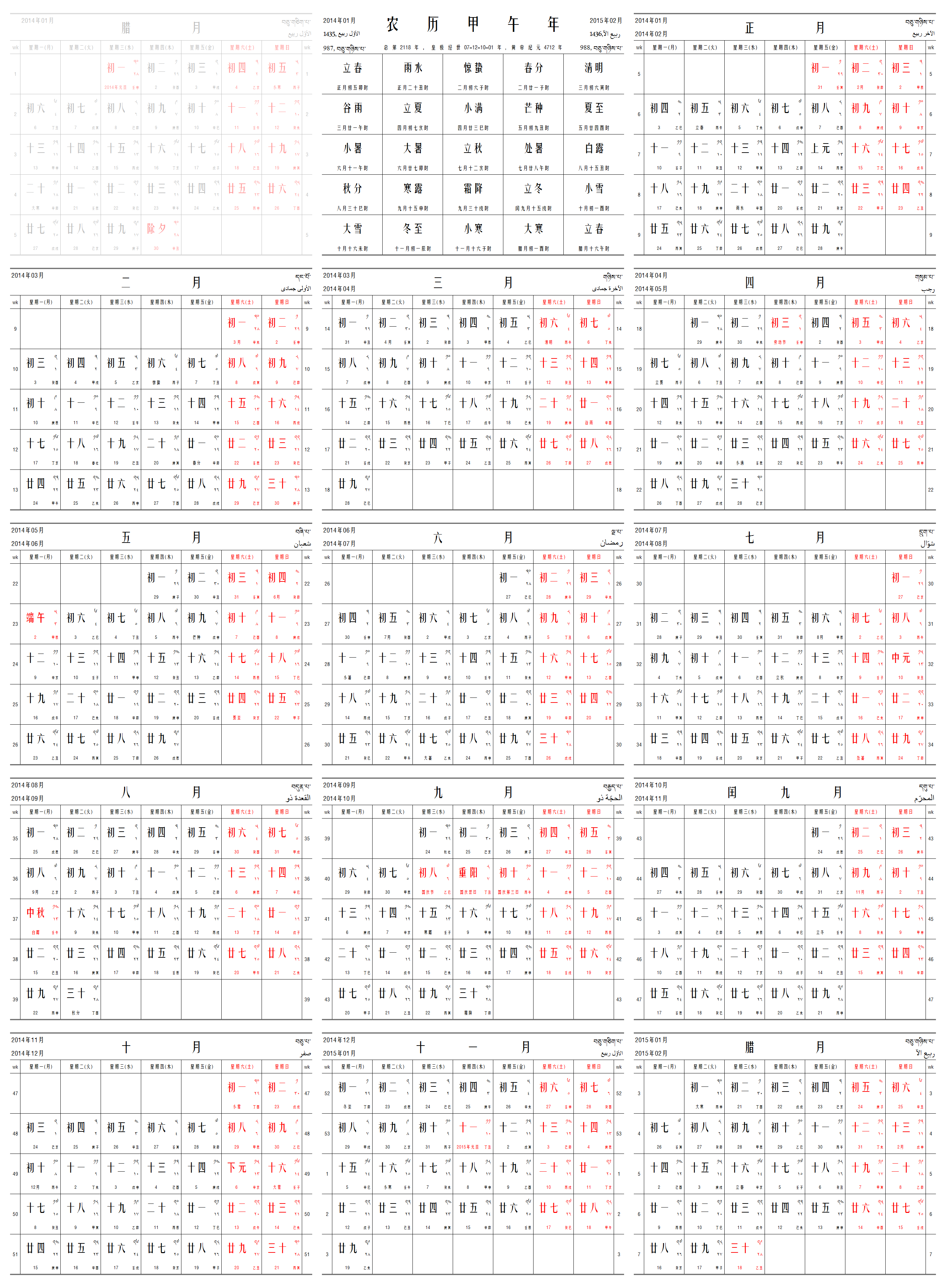
Eén pagina van de Chinese kalendar van Jiǎwǔnián, met Tibetaanse en Moslim datums
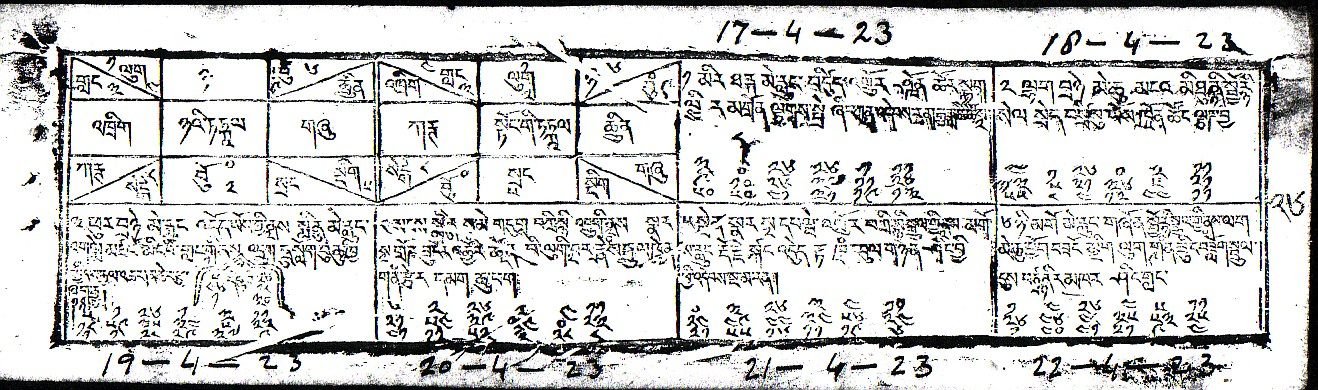
Het begin van derde Hor-maand, Tibetaanse kalender uit Lhasa van het Water-Varkenjaar (1923/24)
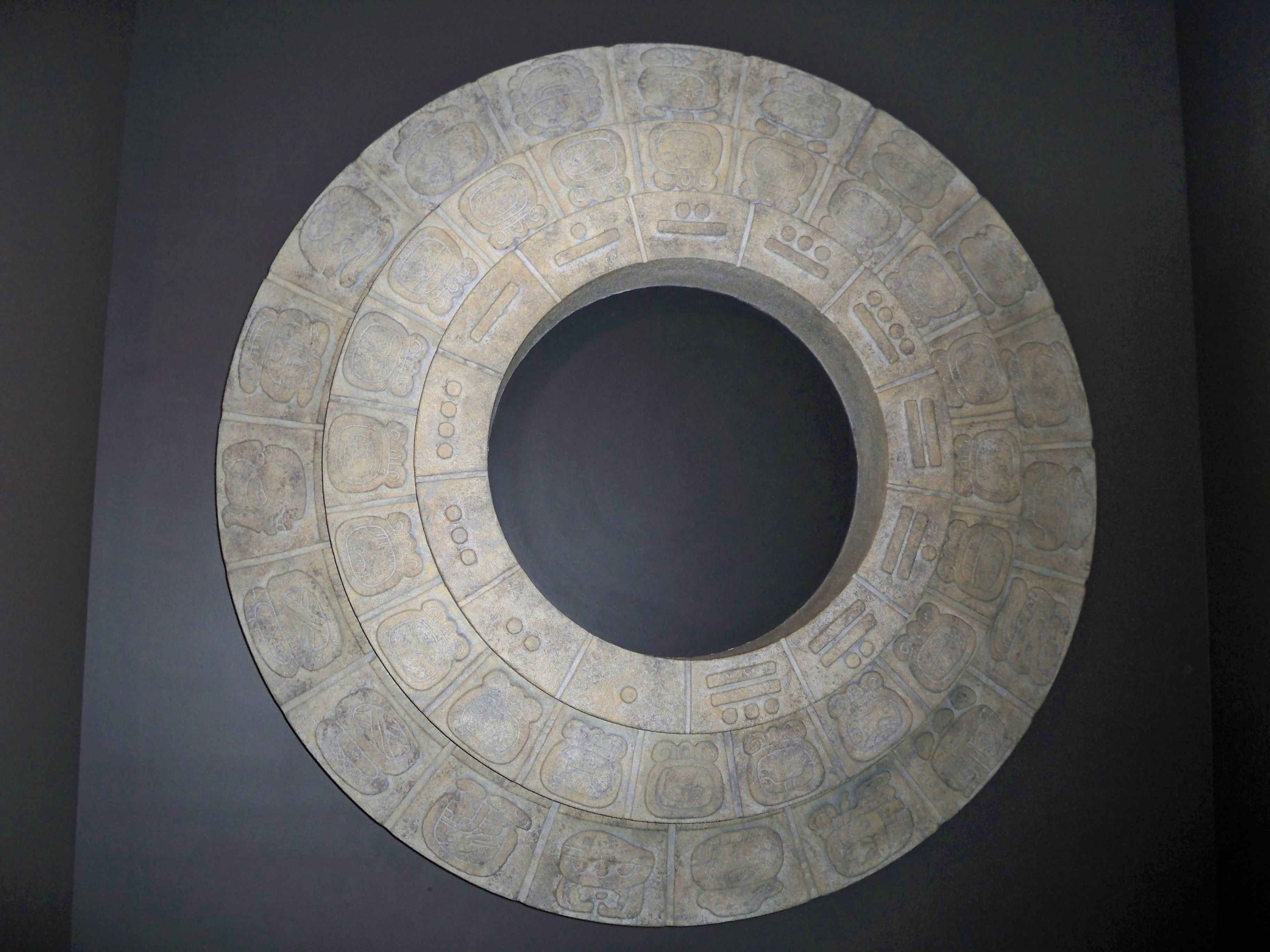
Mayakalender

### Zonnekalender

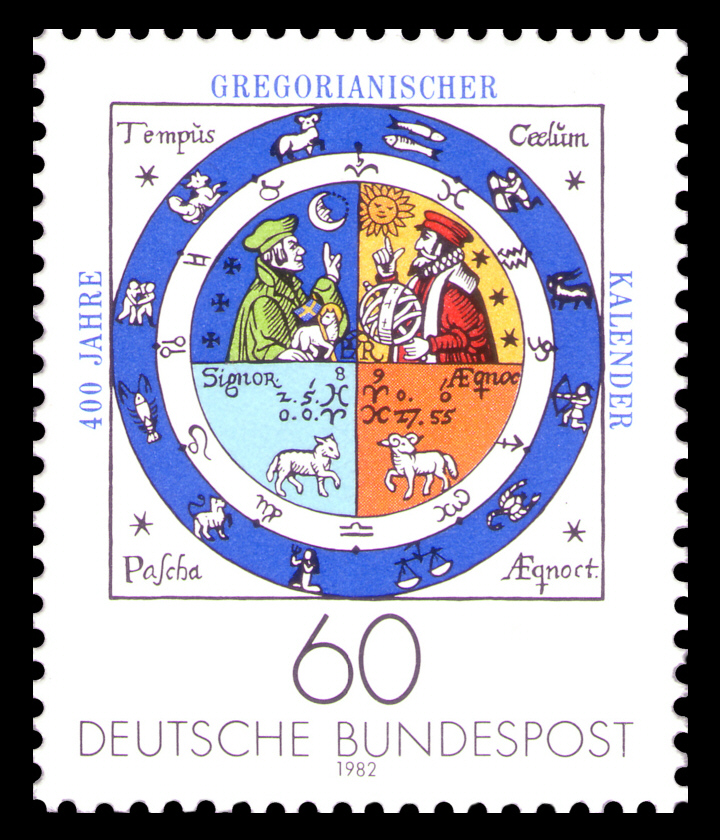
Postzegel ter ere van het 400-jarig bestaan van de gregoriaanse kalender, 1982

Hier laat men de band tussen de maan en de maand vallen. Men meet de seizoenen niet langer aan de hand van de verstreken maanmaanden, maar men kan ze bepalen aan de hand van de zonnewendes en de nachteveningen.
Bij een zonnewende keert het lengen van de dagen. Op het noordelijk halfrond is de dag het kortst bij de winterzonnewende, waarna de dagen opnieuw langer worden ; bij de zomerzonnewende is de dag op zijn langst om daarna opnieuw te korten.
Bij een nachtevening zijn dag en nacht even lang. Ook dit gebeurt twee keer per jaar, namelijk in de lente waarna de dagen langer worden dan de nacht, en in de herfst waarna de dagen korter worden dan de nacht.
Om de seizoenen op vaste tijdstippen van de kalender te laten beginnen, stelt men het jaar vast op de tijd die verloopt bv. tussen twee lentenachteveningen. Dit is het tropisch jaar en duurt iets meer dan 365 dagen, meer precies 365,2422 dagen (365,242199) of bij benadering 365,25 dagen. Om dit zonnejaar van gemiddeld 365,25 te benaderen gebruikt men jaren van 365 dagen, met een schrikkeldag om de 4 jaren.

### Andere kalenders
- De Darische kalender. Om bij eventuele toekomstige kolonisatie van Mars de tijd bij te kunnen houden is in 1985 door Thomas Gangale de Darische kalender ontwikkeld. Als uitgangspunten nam hij de duur van een dag op Mars en de tijd die Mars nodig heeft om rond de Zon te draaien. Eén Marsjaar is onderverdeeld in 24 maanden van 27 of 28 Marsdagen.
- De patafysische kalender is een literaire kalender geïnspireerd door Alfred Jarry.
- In 1993 heeft de spirituele leider José Argüelles op basis van de Mayakalender een 13-manenkalender ontwikkeld (13 manen/28 dagen), die door een aanzienlijke groep mensen uit de newagebeweging gebruikt wordt.
- De wereldkalender, gepropageerd door de World Calendar Association - International, waarbij de dagen van de week ieder jaar een vaste plaats op de kalender houden.

- De ISO-weekjaarkalender heeft jaren van een geheel aantal weken, meestal 52, soms 53. Deze is ontworpen in samenhang met de gewone kalender en wordt meestal ook in samenhang daarmee gebruikt, maar kan ook als zelfstandige kalender beschouwd worden. Aan de keuze welke jaren 53 weken hebben is dan nog wel de oorsprong/samenhang te herkennen.

### Begrippen
Epactade ouderdom van de maan op 1 januari volgens de gregoriaanse kalender; wordt gebruikt bij de berekening van de paasdatum.
Gulden getalhet rangnummer van het jaar in de 19-jarige maancyclus; het wordt gebruikt bij de berekening van de (kerkelijke) nieuwe maan in verband met de paasdatum.
Juliaanse periodeingesteld door Josephus Justus Scaliger in de 16e eeuw. Het is een periode van de 28-jarige zonnecyclus, de 19-jarige maancyclus en de 15-jarige indictie-cyclus. Als beginpunt van alle cycli werd 4713 v.Chr. gekozen.
Romeinse indictiehet rangnummer van het jaar in een 15-jarige periode, dat vermoedelijk zijn oorsprong heeft bij het Romeinse belastingstelsel.
Zondagslettergeeft aan op welke datum de eerste zondag valt in het nieuwe jaar (A = 1 januari, B = 2 januari, enz.).
Zonnecirkelhet rangnummer van het jaar in de 28-jarige zonnecyclus; wordt gebruikt voor het vinden van de dag van de week voor een bepaalde datum (volgens de Juliaanse kalender).

## Fysieke kalender

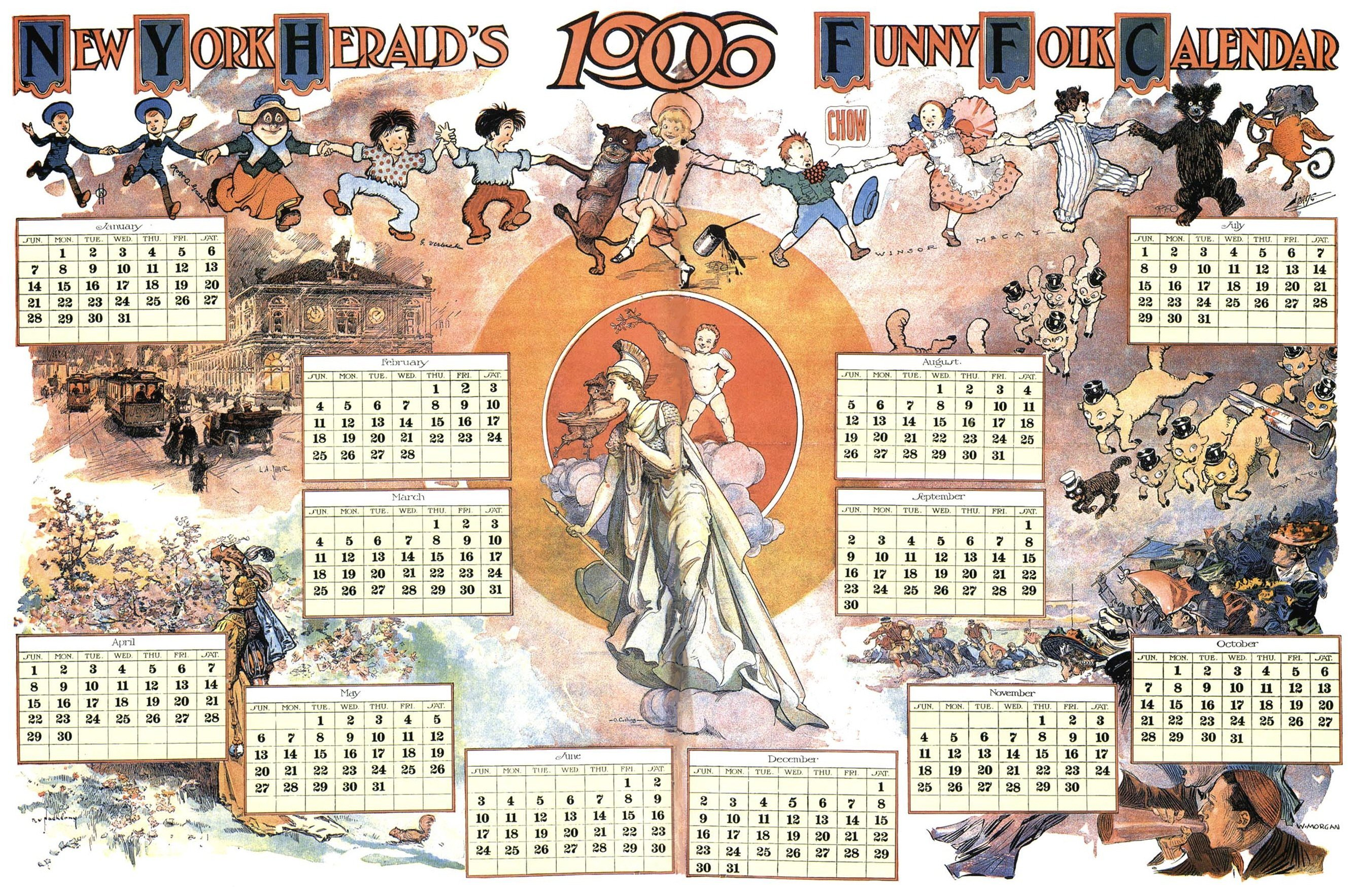
Kalender uit de New York Herald met de twaalf maanden weergegeven op één pagina, 1906

Een kalender is ook een weergave van de dagen, meestal gedrukt op papier en bedoeld om aan de muur te hangen.

### Maandkalender
| maart |    |    |    |    |    |    |    |
| wk    | ma | di | wo | do | vr | za | zo |
| 9     |    |    |    |    |    | 1  | 2  |
| 10    | 3  | 4  | 5  | 6  | 7  | 8  | 9  |
| 11    | 10 | 11 | 12 | 13 | 14 | 15 | 16 |
| 12    | 17 | 18 | 19 | 20 | 21 | 22 | 23 |
| 13    | 24 | 25 | 26 | 27 | 28 | 29 | 30 |
| 14    | 31 |    |    |    |    |    |    |

Een maandkalender heeft twaalf bladen en toont een hele maand op een blad. Haast altijd worden de dagen getoond per week, soms elke week in een kolom, soms in een regel. De eerste dag van een week kan een zondag of maandag zijn.
Het komt niet vaak voor dat een hele maand in vier regels of kolommen past; het gebeurt alleen als februari 28 dagen heeft en op de eerste dag van de week begint.
Soms zijn er zes regels of kolommen nodig en als er op het kalenderblok slechts ruimte is voor vijf regels of kolommen, dan gebeurt het weleens dat de eerste of laatste dag van de maand gecombineerd wordt met de dag een week later of eerder. In de hiernaast afgebeelde kalender zou men dan 24 en 31 samen in een vakje zetten.

### Verjaardagskalender

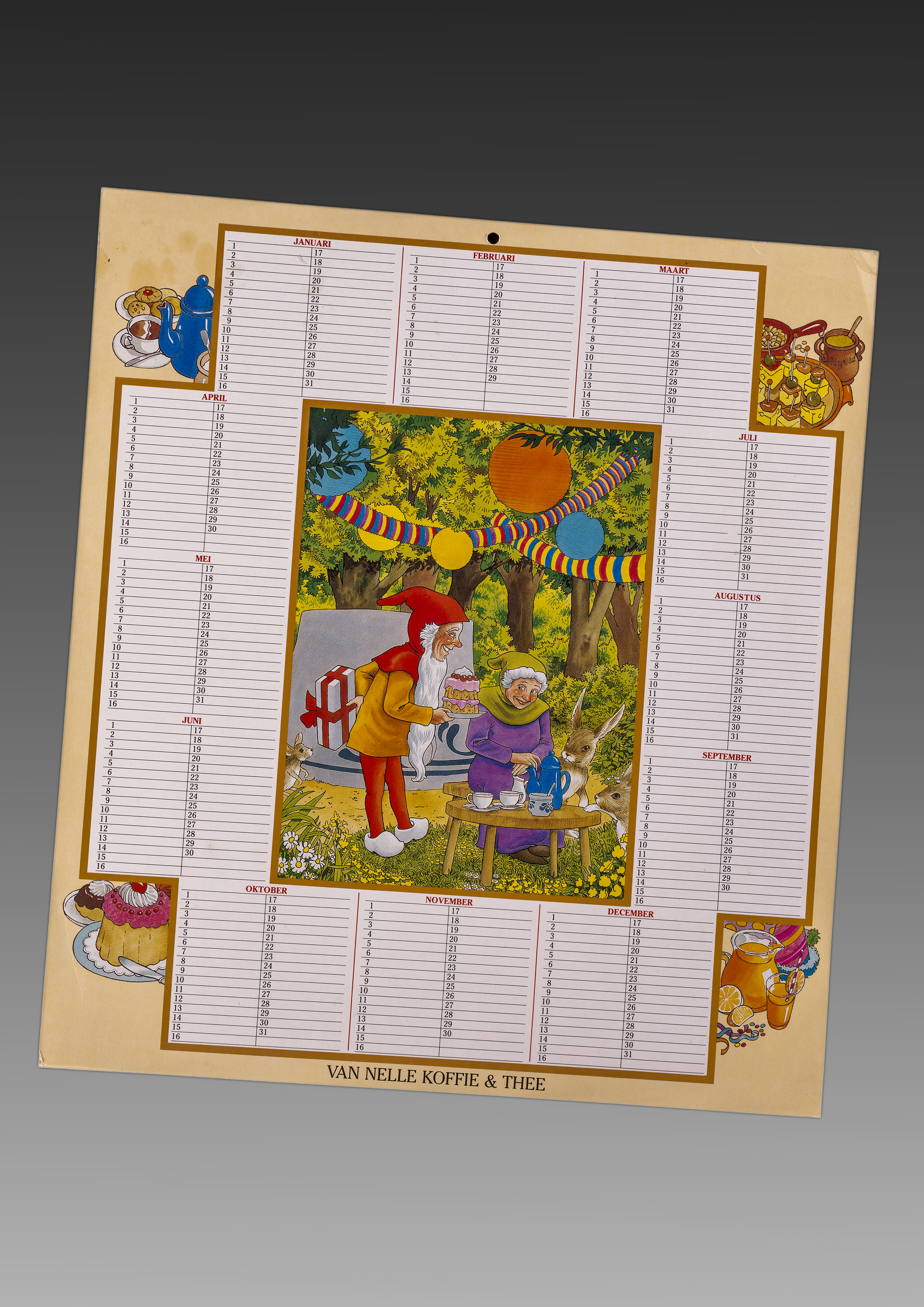
Verjaardagskalender met Piggelmee, Van Nelle, met de twaalf maanden weergegeven op één pagina

Een verjaardagskalender heeft meestal ook een blad per maand. Er is geen weekindeling en de kalender is niet voor een speciaal jaar gemaakt. Bij elke datum kan men de naam schrijven van iemand die op die datum jarig is. Volgens een Nederlandse traditie wordt een verjaardagskalender op het toilet gehangen.

### Scheurkalender
Een scheurkalender heeft een blad wat na afloop wordt afgescheurd, zodat er weer nieuwe dagen te zien zijn. Er zijn scheurkalenders voor elke dag van het jaar (soms staan zaterdag en zondag samen op een blad) met een humoristische of wetenswaardige tekst of afbeelding op elk blad. Ook zijn er scheurkalenders per week, per maand en per kwartaal.

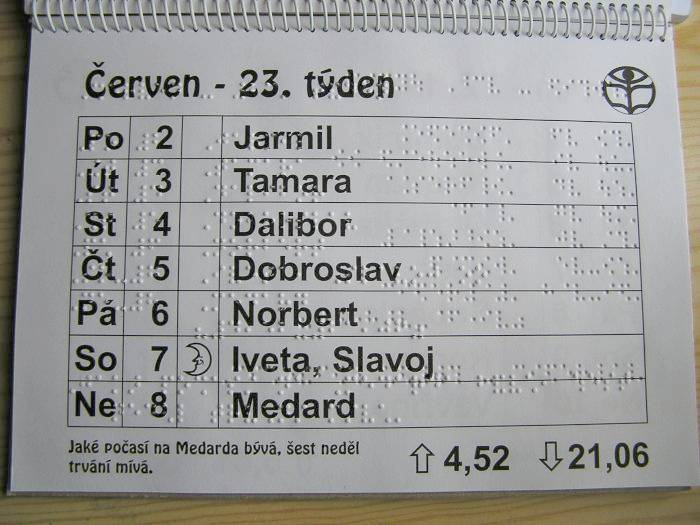
Braillekalender (een week per bladzijde) uit Tsjechië
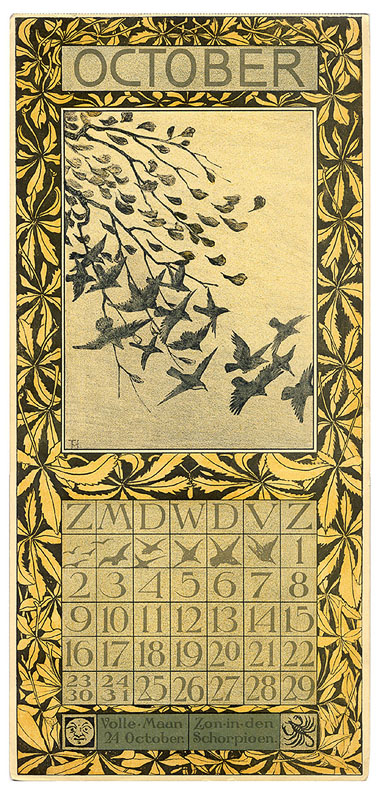
Een kalender van oktober 1904
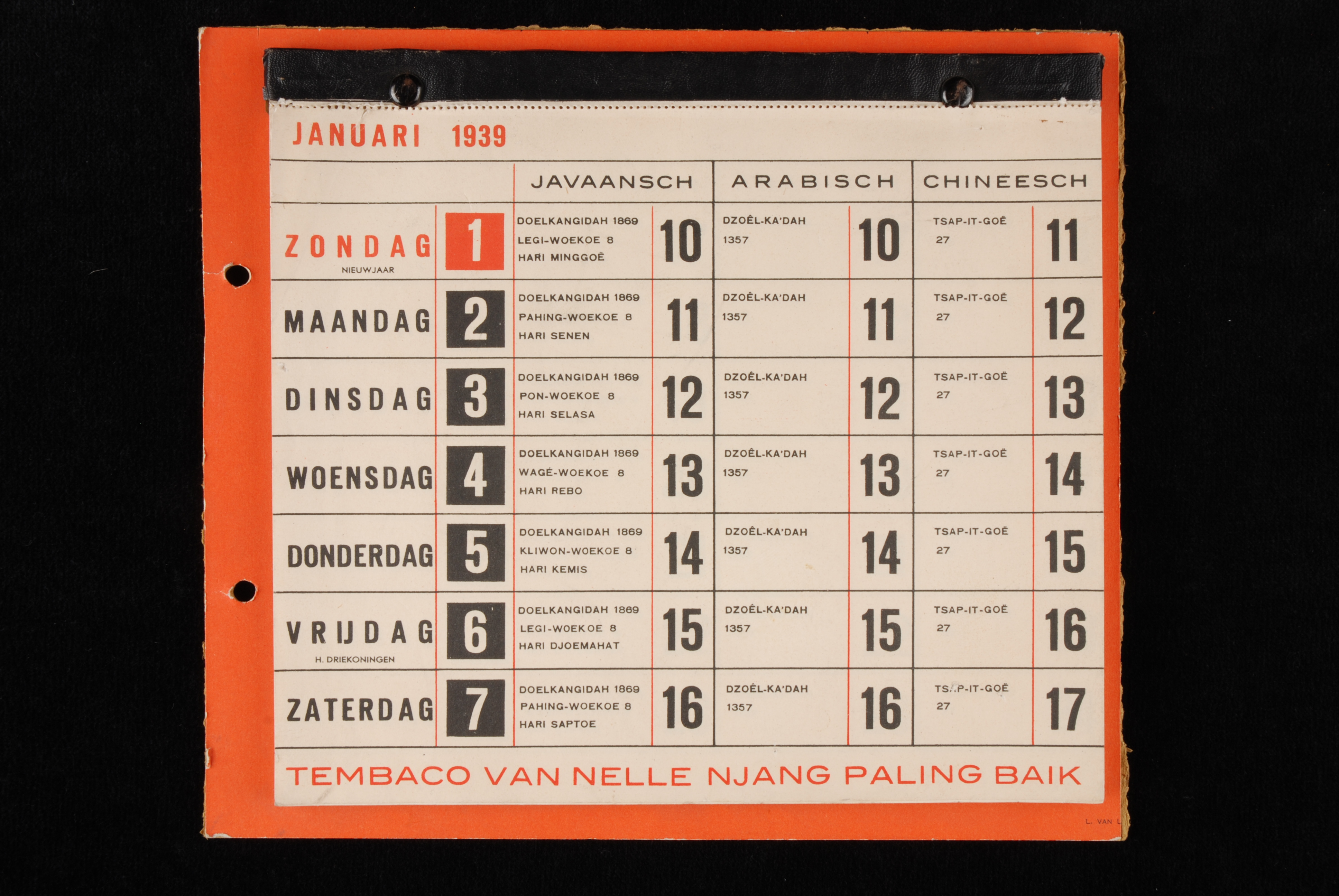
Scheurkalender (1939)
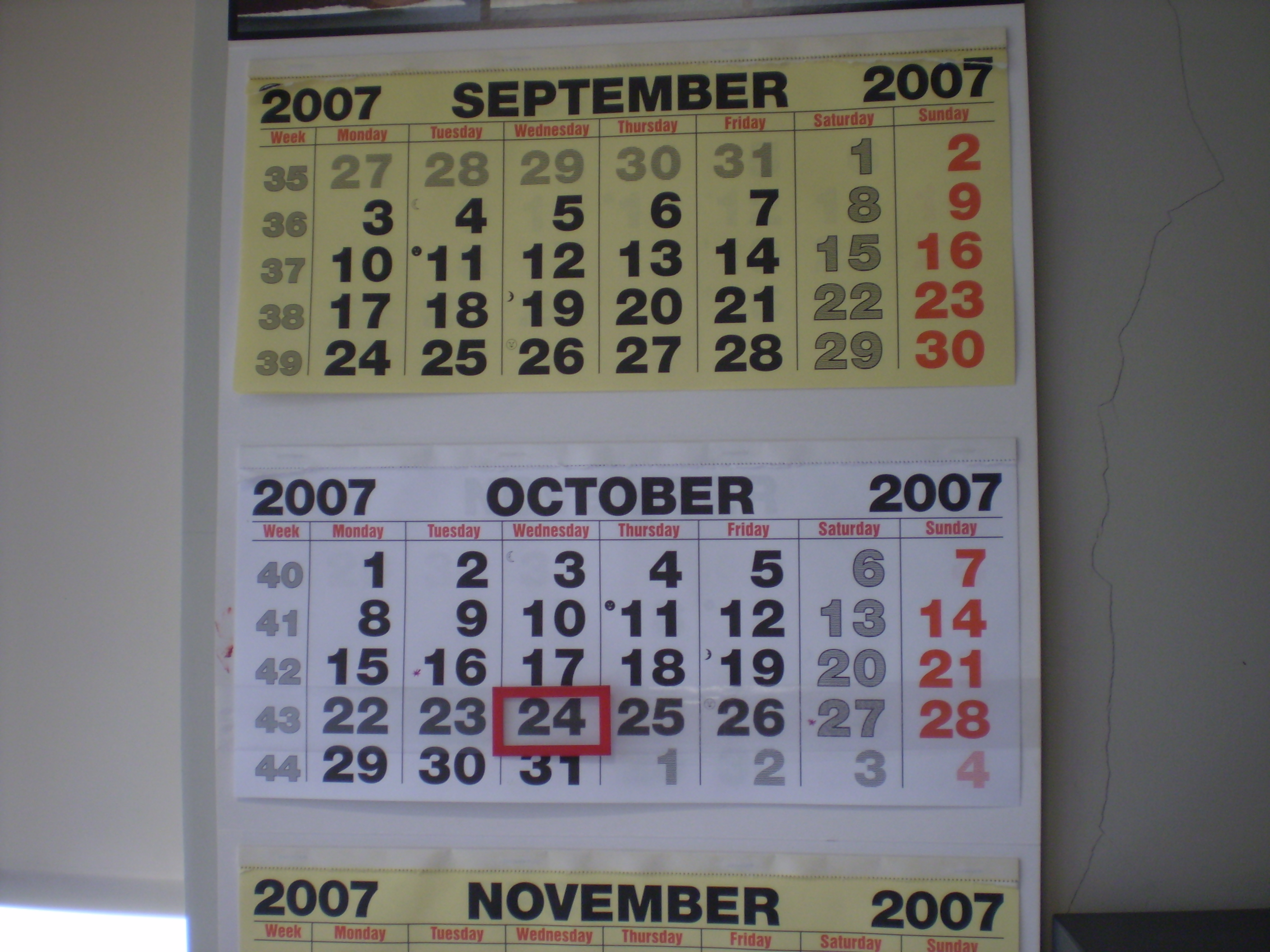
Een moderne kalender uit 2007 waarbij september en oktober zijn te zien

## Fotogalerij

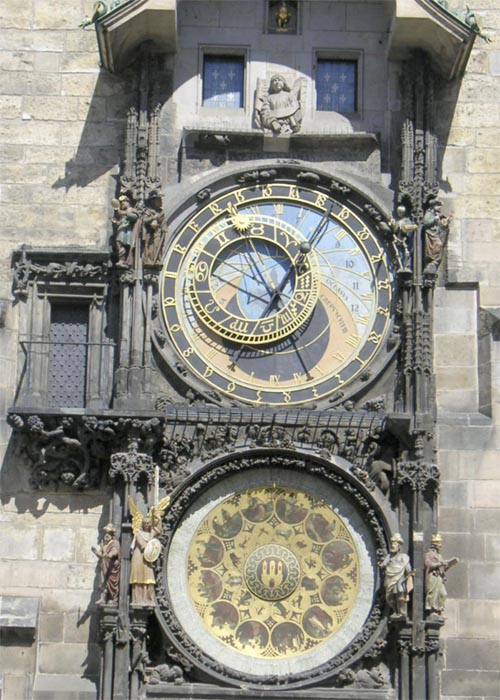
Het astronomisch uurwerk van Praag geeft de maanfasen en de tekens van de zodiac aan, Praag
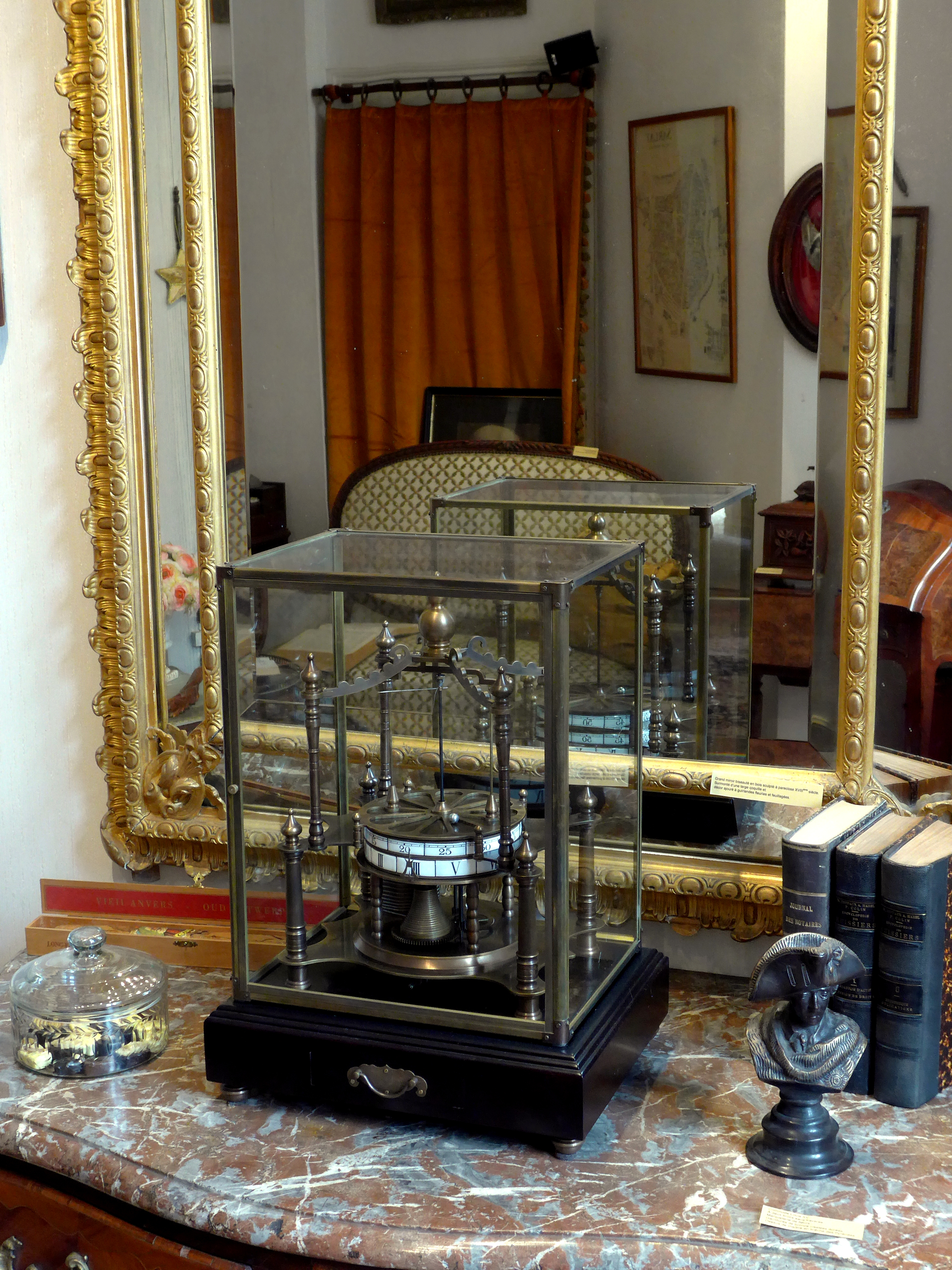
Mechanische kalender
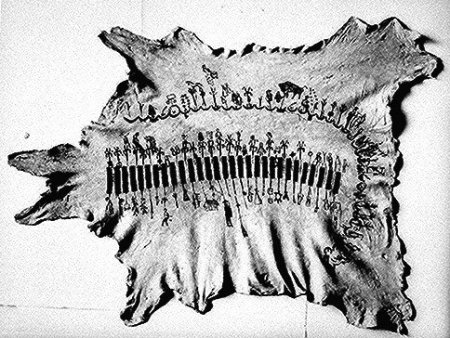
Een kalender met 37 maanden (1889-1892)
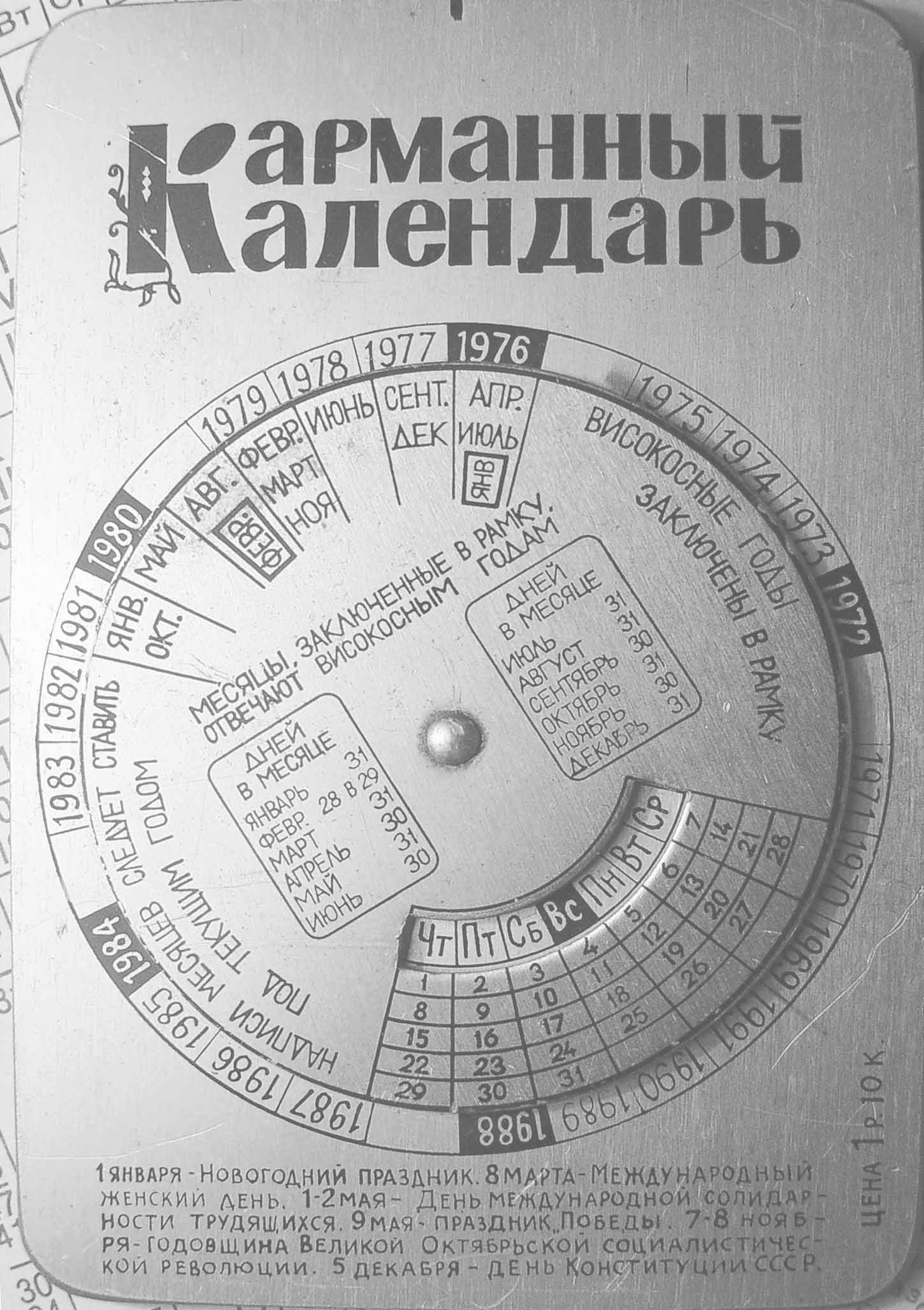
Kalender van aluminium, Rusland 1969
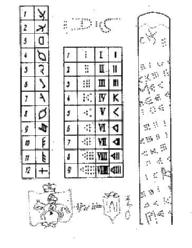
Een kalender met twaalf maanden en negen dagen in een week, 14e eeuw
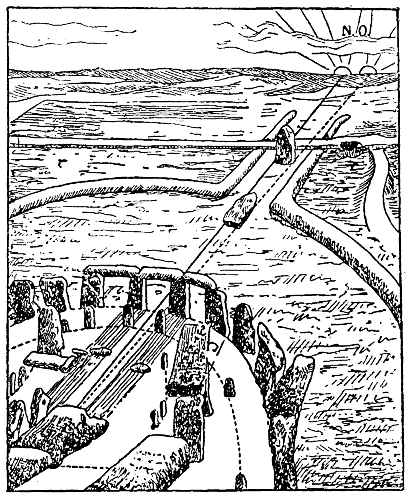
Midzomer bij Stonehenge, afbeelding in het Nordisk familjebok (een encyclopedie), 1918
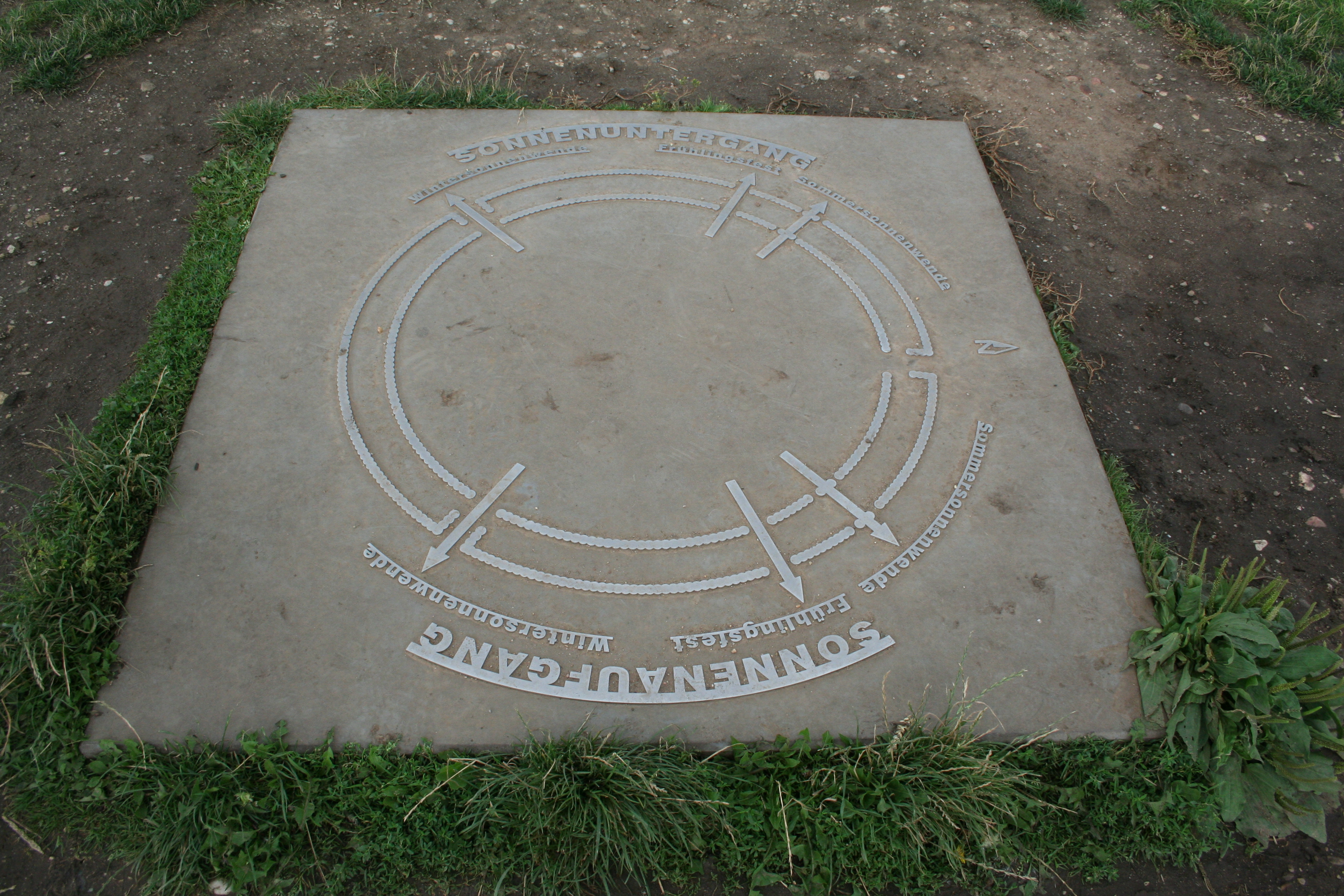
Goseck-observatorium; de richting van zonsopkomst en zonsondergang tijdens de zonnewende (van de winter en de zomer) en het voorjaarsfeest
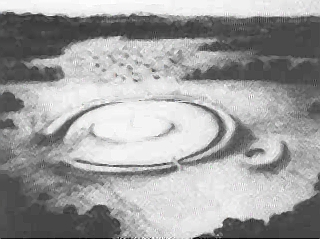
Nabij Koblenz ligt Goloring (uit de bronstijd), dit bouwwerk kan gebruikt worden als kalender zoals de neolithische kringgreppel in Goseck en Stonehenge
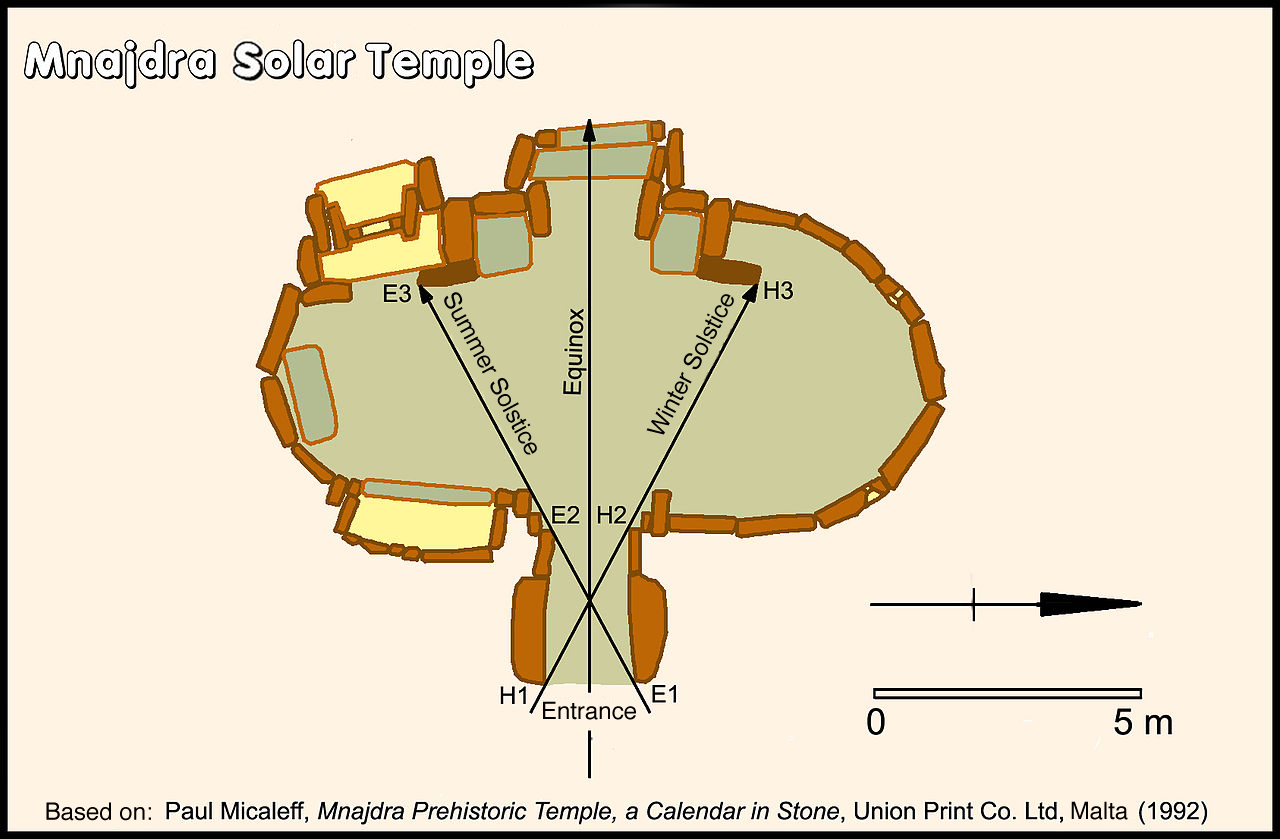
Megalithische tempels van Mnajdra; bij zonsopgang tijdens het wintersolstitium schijnen de zonnenestralen in de zuidelijke tempel diagonaal door de ingang op de rechter gedecoreerde megaliet van de doorgang tussen de eerste en de tweede tempelruimte. Bij het zomersolstitium vallen de zonnestralen op de linker megaliet van dezelfde doorgang. Bij de equinoxen baadt de centrale tempelruimte in het licht.
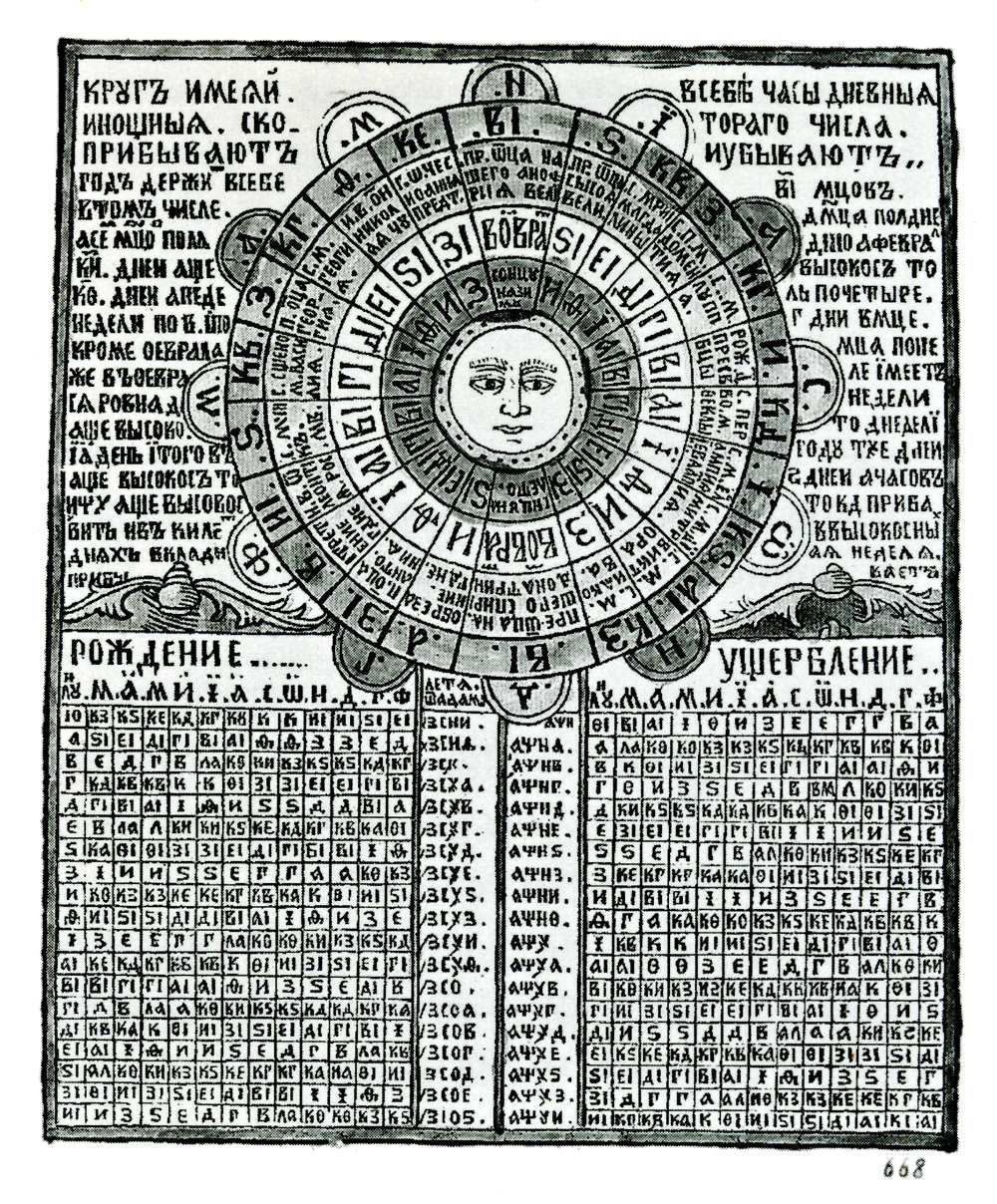
Russische maankalender, 17e eeuw

## Bouwkundige betekenis
Tijdens het heien van funderingspalen worden die palen meestal gekalendeerd. Dit houdt in dat er op de laatste meters van de paal stukken van 250 mm worden afgetekend. De stukken van 250 mm worden een tocht genoemd.
Het aantal slagen per tocht (250 mm) wordt de kalendering genoemd per tocht.
Hoe meer slagen per tocht hoe groter de weerstand (draagvermogen).
Aan de kalendering is af te lezen waar de paal de draagkrachtige laag heeft bereikt.

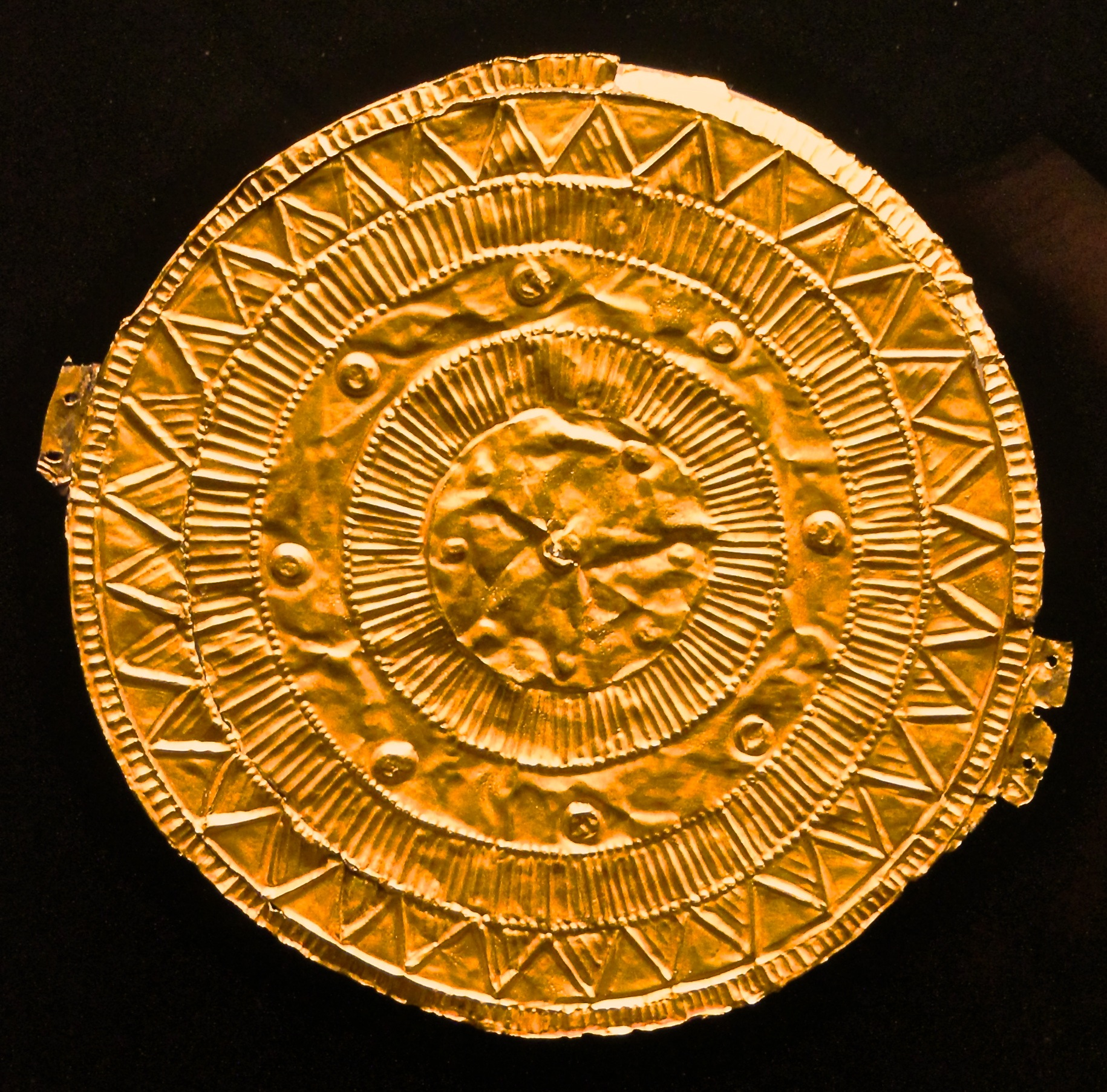
De zonneschijf van Moordorf